# ジュール・マスネ
ジュール・エミール・フレデリック・マスネ（Jules Emile Frédéric Massenet, 1842年5月12日 - 1912年8月13日）は、フランスの作曲家。オペラで最もよく知られ、その作品は19世紀末から20世紀初頭にかけて大変人気があった。現在も特に『マノン』、『ウェルテル』、『タイス』は頻繁に上演され、主要なオペラハウスのレパートリー演目となっている。『タイス』の間奏曲である『タイスの瞑想曲』は、ヴァイオリン独奏曲としても人気がある。
フランス、ロワール県のモントー (fr:Montaud (Loire)) に生まれた。若い頃にマスネはパリ国立高等音楽学校に入学し、そこで当時彼が熱烈に尊敬していた作曲家アンブロワーズ・トマに師事した。1862年に国内最高の音楽賞であったローマ賞を受賞した後、彼はさまざまなジャンルを作曲したが、いつの間にかオペラだけが広く知られるようになっていた。1867年から亡くなるまでの間に、彼はオペラ・コミック、抒情詩、さらにはオラトリオ、カンタータ、バレエ、オーケストラ作品などにも手を染めた。その結果、彼は立て続けに成功を収め、フランスのオペラを代表する作曲家となった。
当時の多くのフランスの作曲家と同様に、マスネはパリ国立高等音楽学校の教授になった。彼は1878年から1896年までそこで作曲を教えたが、1896年に監督のアンブロワーズ・トーマスの死後辞任した。彼の生徒にはギュスターヴ・シャルパンティエ、エルネスト・ショーソン、ガブリエル・ピエルネ、レイナルド・アーン、シャルル・ケクランなどがいた。このオペラは依然としてフランス内外で根強い人気を誇っていたのだが、マスネの死後に多くの批評家から時代遅れであるとみなされるようになった。数10年間放置されていた後、20世紀半ばに彼の作品が再評価され始め、それ以来、また多く上演・録音されるようになった。モーツァルト、ヴェルディ、ワーグナーほどの知名度こそないものの、彼のオペラは現在、ベル・エポック時代のよく練られた産物として広く受け入れられている。

## 生涯
マスネはフランス、ロワール県モントー (fr:Montaud (Loire)) で生まれた。モントーは今でこそサン＝テチエンヌの都市部の一地区となっているが、当時は辺鄙な小村であった。彼はアレクシス・マスネ Alexis Massenet（1788年 - 1863年）と2番目の妻エレオノール・アデレード Eléonore-Adelaïde 旧姓ロワイエ・ド・マランクール Royer de Marancour（1809年 - 1875年）の間に生まれた4人の子供の末っ子であった。先輩の兄弟はジュリー Julie、レオン Léon、エドモント Edmondという名前だった。父は裕福な鉄商人、母はアマチュア音楽家で、マスネも母からピアノの手ほどきを受けた。1848年初頭までに一家はパリに移住し、サン・ジェルマン・デ・プレのアパートに定住した。マスネはリセ・サン・ルイで教育を受け、1851年または1853年にはパリ国立高等音楽学校で教育を受けた。マスネは1851年10月、9歳のときにオーベール、フロマンタル・アレヴィ、アンブロワーズ・トマ、ミケーレ・カラファからなる審査員の前でオーディションを受け、すぐに入学を認められたというが、この情報源は信頼性の低い回想録である。彼の伝記作家デマー・アーヴィンは、オーディション・入学が1853年1月であると記している。マスネは1848年、家族とともにパリに移り住む。幼いころから楽才を示し1853年、11歳でパリ国立高等音楽学校へ入学した。初めてのオペラは1867年にオペラ＝コミック座で上演した一幕ものの作品であったが、彼がチャイコフスキーやグノーに並ぶ賞賛を勝ちえたのはオラトリオ劇『マグダラのマリア』によってである。

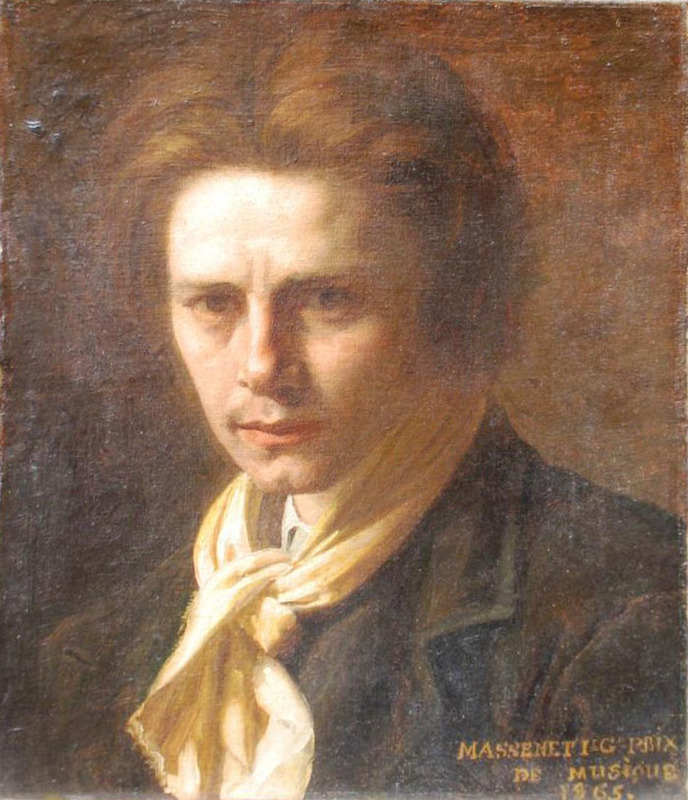
1860年頃のマスネ

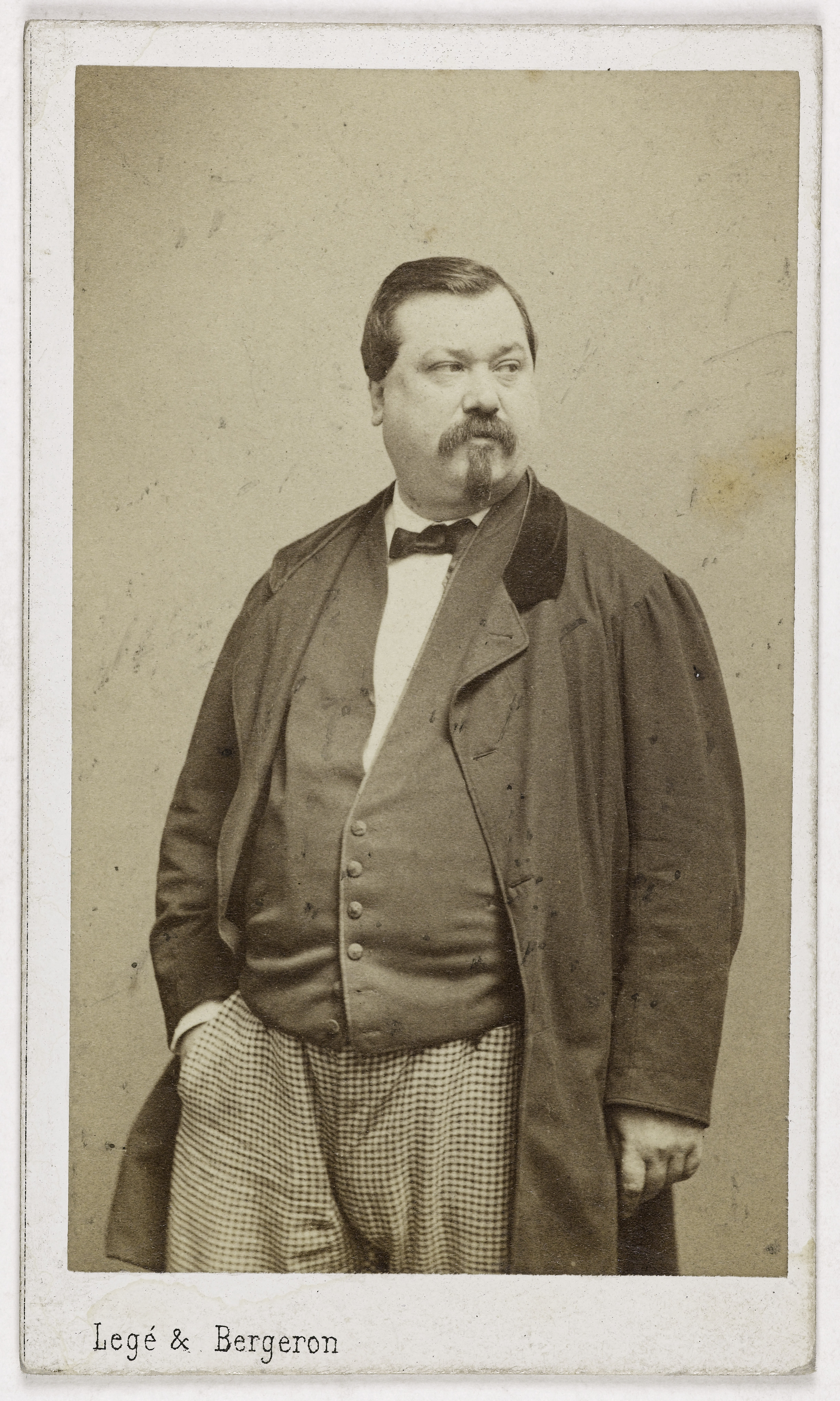
オーギュスタン・サバール

音楽院でマリー・ガブリエル・オーギュスタン・サバール（Marie Gabriel Augustin Savard）にソルフェージュを、フランソワ・ローラン（François Laurent）にピアノを学んだ。彼は 1855 年の初めまで、ほんの少しの成績を収めながら音楽への研究に没頭していた。だがやがて父の健康状態が悪くなり、医師の助言を受けてマスネ一家はパリから南フランスのシャンベリに移住した。マスネはシャンベリでの生活は2年間続いたと回想している。ヘンリー・セオフィラス・フィンク（Henry Theophilus Finck）らは、一家が1855年10月にパリと音楽院に戻ったと記録している。帰国後、彼はモンマルトルの関係者に指示し、勉強を再開した。1859年に彼は音楽院のピアニストに授与される賞を受賞するまで成長した。それでも家庭はどんどん貧しくなって、もはや楽ではなくなり、マスネは自立するためにピアノの弟子達を連れて歌劇場の打楽器奏者を務めた。歌劇場での仕事により、彼はグノーを代表する他の作曲家の古典・現代のオペラに関する十分な知識を得ることができた。音楽院の学生の多くは教会のオルガニストとして本格的なキャリアを積んでいたので、マスネもそれに従ってオルガンのクラブに所属しようとしたが、成功せず、すぐにやめる。その後彼はピアニストとして利益を得るようになり、そのキャリアを積む中でワーグナーに出会った。
マスネは普仏戦争に兵士として従軍し、その間作曲活動を中断したが、1871年に戦争が終わると、創作活動に復帰した。1878年からはパリ国立高等音楽院の教授を務めた。同音楽院での彼の教え子にはギュスターヴ・シャルパンティエ、ガブリエル・ピエルネ、レイナルド・アーンやシャルル・ケクランなどがいる。彼の最大の成功は、1884年の『マノン』、1892年の『ウェルテル』と1894年の『タイス』である。特筆すべき後の作品として『ドン・キショット（ドン・キホーテ）』があり、1910年にモンテカルロで初演され、ロシアの伝説的バス歌手フョードル・シャリアピンが主役をつとめた。
マスネはリヒャルト・ワーグナーのライトモティーフの技法を使用したが、これにフランス風の軽妙さと叙情性を加えており、甘美なメロディーとフランス的なエスプリが特徴である。ドライで真面目であったヴァンサン・ダンディは、マスネが「秘められた、ほとんど宗教的なエロティシズム」（un érotisme discret et quasi-réligieux ）を用いていると批判しているが、生涯を通じてマスネは世界で最も人気のある作曲家であったし、その傑作には今日なお色あせない快活さと魅力がある。マスネは申し分のないメロディメーカーであり、まさに「舞台人」であり、よきにせよ悪きにせよ、誰が聞いても間違いなく彼の作品だとわかるような強い個性を持った、唯一的な芸術家であった。
オペラの他に、バレエ、オラトリオ、カンタータ、オーケストラ作品、また200以上の歌曲を作曲している。幾つかの作品は広範な人気をもち、今でも頻繁に演奏されている。例えば、ヴァイオリン独奏とオーケストラで演奏される『タイス』の『瞑想曲』は殊に有名であるし、ピアノの練習曲としてよく用いられる、オペラ『ル・シッド』の「アラゴネーズ」や歌曲『エレジー』もよく知られる。

## 作品リスト
マスネのオペラ作品一覧も参照

### オペラ

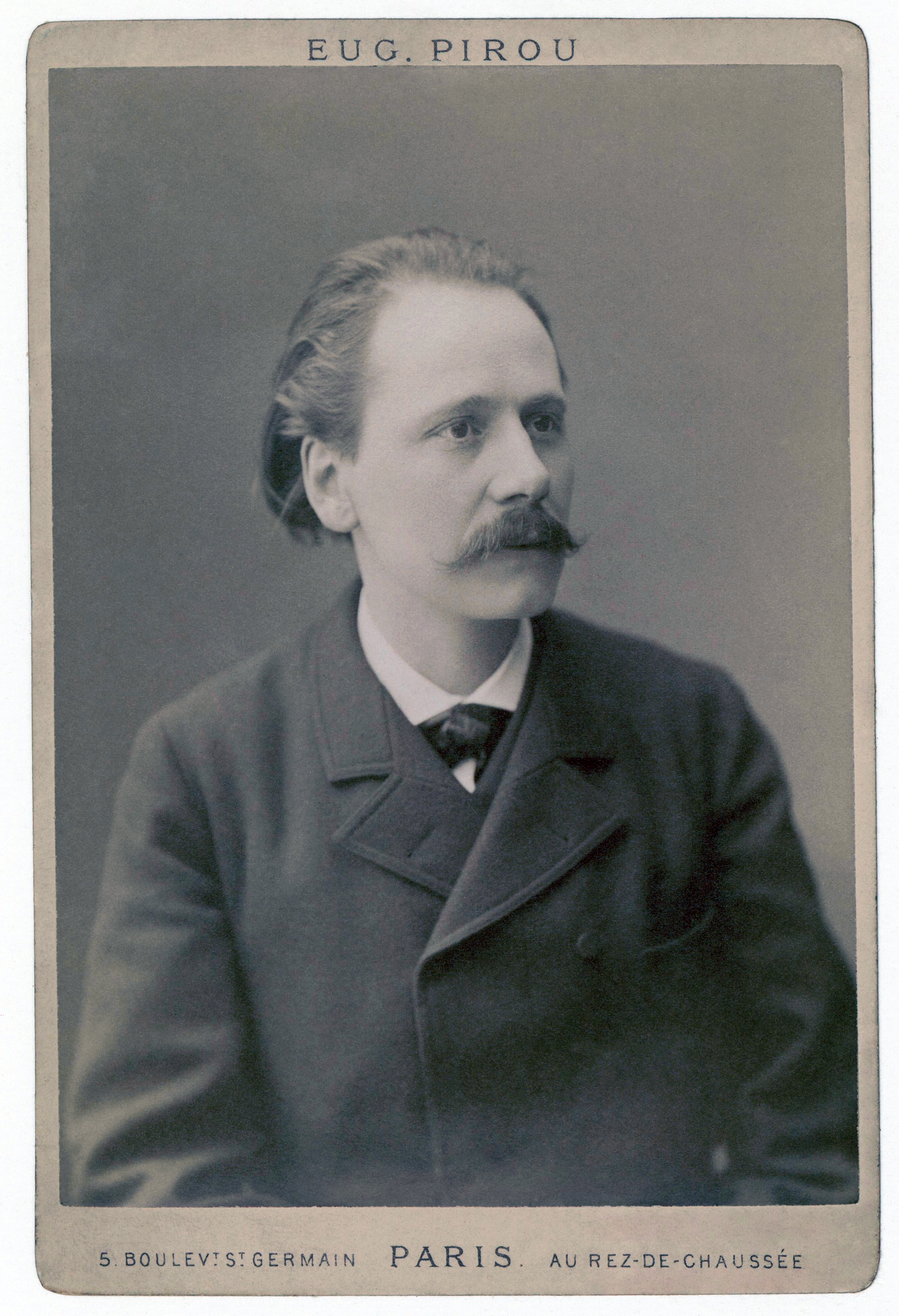
ウジェーヌ・ピロー撮影、1895年。

- ウジェーヌ・ピロー（フランス語版）撮影、1895年。大伯母（英語版） - 1867
- バザンのドン・セザール（英語版） - 1872
- ラオールの王（英語版） - 1877
- エロディアード（Hérodiade） - 1881
- マノン - 1884
- ル・シッド - 1885
- エスクラルモンド（英語版） - 1889
- ル・マージュ（東方の三賢人）（フランス語版） (Le Mage) - 1891
- ウェルテル - 1892
- タイス - 1894 - (曲中のタイスの瞑想曲が特に有名)
- マノンの肖像（英語版） - 1894
- ナヴァラの娘 - 1894
- サッフォー（英語版） - 1897
- サンドリヨン（シンデレラ） - 1899
- グリゼリディス（フランス語版） - 1901
- ノートルダムの曲芸師 - 1902
- 天使ケルビム - 1903
- シェリュバン（英語版） - 1905
- アリアーヌ（英語版） - 1906
- テレーズ（英語版） - 1907
- バッカス（英語版） - 1909
- ドン・キショット（ドン・キホーテ） - 1910
- ローマ（英語版）  - 1912
- パニュルジュ（英語版） - 1913
- クレオパトラ（フランス語版） - 1914
- アマディス（英語版）（Amadis） - 1922

### オラトリオとカンタータ
- ダヴィド・リッジオ （David Rizzio）- 1863
- マグダラのマリア（フランス語版、英語版）（Marie-Magdeleine） - 1873
- エヴ（フランス語版、ドイツ語版） （Ève）- 1875
- ナルシス（Narcisse） - 1877
- 聖処女（フランス語版） （La Vierge）- 1880
- Biblis - 1886
- 約束の土地（英語版）  (La Terre Promise）- 1900

### バレエ
- 鐘 - 1892
- 蝉（英語版） - 1904
- エスパーダ - 1908

ピアノ曲
トッカータ

### 管弦楽
- 組曲第1番- 1867
- 組曲第2番 Scènes Hongroises ハンガリーの風景 - 1870
- 組曲第3番 Scènes Dramatiques 劇的風景 - 1873
- 組曲第4番 Scènes Pittoresques 絵のような風景 - 1874
- 組曲第5番 Scènes Napolitaines ナポリの風景 - 1876
- 組曲第6番 Scènes de Féerie おとぎの国の風景 - 1881
- 組曲第7番 Scènes Alsaciennes アルザスの風景 - 1882
- Fantaisie pour violoncelle et orchestre - 1897
- Concerto pour piano et orchestre - 1903